# Ґраммоптера
Глодівка (Grammoptera Audinet-Serville, 1835 = Parallelina Casey, 1913) — рід жуків з родини Скрипунових. 
В Україні поширені три види:
1. Глодівка обпалена (Grammoptera ustulata (Schaller, 1873))
2. Глодівка черевата (Grammoptera abdominalis (Stephens, 1831))
3. Глодівка рудовуса (Grammoptera ruficornis (Fabricius, 1781))